# 35403 Latimer
35403 Latimer è un asteroide della fascia principale. Scoperto nel 1997, presenta un'orbita caratterizzata da un semiasse maggiore pari a 2,3430752 UA e da un'eccentricità di 0,0739706, inclinata di 6,22663° rispetto all'eclittica.